# 阿奈尤尔
阿奈尤尔（Anaiyur），是印度泰米尔纳德邦Virudhunagar县的一个城镇。总人口19847（2001年）。

## 人口
该地2001年总人口19847人，其中男性9865人，女性9982人；0—6岁人口2335人，其中男1209人，女1126人；识字率68.88%，其中男性为76.04%，女性为61.81%。